# Crigglestone
Crigglestone is een civil parish in het bestuurlijke gebied City of Wakefield, in het Engelse graafschap West Yorkshire. De civil parish telt 9.189 inwoners.

## Plaatsen
De volgende nederzettingen vallen onder de civil parish:
- Painthorpe
- Kettlethorpe
- Hollingthorpe
- Chapelthorpe
- Crigglestone
- Slack
- Dirtcar (Dirkar)